# Mișcarea Cinci Stele
Mișcarea Cinci Stele (Movimento 5 Stelle, abreviat: M5S) este un partid politic italian, fondat de Beppe Grillo în 2009. Partidul își propune să lupte împotriva corupției, să pună în aplicare programe de mediu și de a propune forme de democrație directă.
Nici un membru al partidului nu este condamnat sau anchetat.
În alegerile legislative din 2013 a fost partidul care a primit cele mai multe voturi, dar nu a primit un număr suficient de locuri pentru a putea să guverneze.

## Rezultate electorale
|  | Graficele sunt indisponibile din cauza unor probleme tehnice. Mai multe informații se găsesc la Phabricator și la wiki-ul MediaWiki. |

| Camera Deputaților |                |      |           |      |                |
| An                 | Voturi         | %    | Locuri    | +/-  | Lider          |
| 2013               | 8,691,406 (2)  | 25.6 | 109 / 630 | ▲109 | Beppe Grillo   |
| 2018               | 10,732,066 (1) | 32.7 | 227 / 630 | ▲119 | Luigi Di Maio  |
| 2022               | 4,333,748 (3)  | 15.4 | 52 / 400  | ▼175 | Giuseppe Conte |

| Senatul Republicii |               |      |           |     |                |
| An                 | Voturi        | %    | Locuri    | +/- | Lider          |
| 2013               | 7,285,648 (2) | 23.8 | 54 / 315  | ▲54 | Beppe Grillo   |
| 2018               | 9,733,928 (1) | 32.2 | 112 / 315 | ▲58 | Luigi Di Maio  |
| 2022               | 4,285,894 (3) | 15.5 | 28 / 200  | ▼84 | Giuseppe Conte |

## Simbol

2009–2015
2015–2018
2018–2021
2021-prezent